# Linx dels Carpats
El linx dels Carpats (Lynx lynx carpathicus) és una subespècie del linx euroasiàtic que es troba a la conca Pannònica de Romania, Eslovàquia i Hongria.

## Descripció
El linx dels Carpats és força gran en comparació amb altres espècies de gats. És una subespècie de cames llargues, potes grans, cua curta, flocs de pèl llarg a les galtes, que formen un disc facial, i orelles altes amb uns pels negres a les puntes. Igual que altres subespècies de linx nòrdic, el linx dels Carpats té les potes grans i peludes que toquen el terra amb un moviment dels dits dels peus que els permet caminar per sobre de la neu. La seva pell gruixuda el protegeix del fred durant els hiverns rigorosos. Té un pelatge suau, amb major densitat de taques que altres subespècies del linx. Cada individu té patrons diferents de taques, cosa que permet als investigadors identificar-los més fàcilment mitjançant imatges.

## Distribució i hàbitat
El linx dels Carpats es pot trobar a les serralades dels Carpats d'Europa. Caça als boscos del nord d’Europa i Àsia.

## Ecologia i comportament
El linx dels Carpats no és un corredor ràpid en comparació amb altres espècies de felins, sinó que confia en emboscar les seves preses per matar-les per sorpresa. Són criatures solitàries, que eviten els humans i que només s'uneixen per reproduir-se.

### Dieta
Com altres espècies de felins, el linx dels Carpats és carnívor i depreda cérvols, cabres salvatges i ovelles. En èpoques d’escassetat, se sap que s'alimenta de criatures més petites, com llebres, conills, galls fer, guineus i rosegadors. Caça de nit i difícilment són detectats pels humans per aquest motiu.

### Cria
Els linxs dels Carpats té un període de gestació de 63 a 74 dies. Les seves ventrades tenen d'un a quatre gatets, que pesen de 240 a 430 grams al néixer i neixen cecs. La femella cria els gatets per si sola i el mascle no té un paper en la seva criança. Els gatets romanen amb la seva mare durant 10 mesos.

## Conservació
L. l. carpathicus era comú a tot Europa, però actualment s'ha extingit en algunes zones. A diferència de l'expansió de les poblacions de molts grans carnívors a Europa, la població d'aquest felí als Carpats occidentals sembla incapaç de propagar-se més enllà dels límits occidentals del seu rang actual, a la frontera txeca-eslovaca. La baixa densitat persistent, l'elevada rotació de residents i la filopatria femenina poden ser els responsables d’afectar l'expansió de la seva àrea de distribució, però altres factors com la caça furtiva i l’augment de la fragmentació del paisatge als Carpats occidentals han agreujat aquest problema. A més, a causa de la reintroducció dels anys setanta, hi ha una població en perill d’extinció als territoris de Croàcia, Eslovènia i Bòsnia. El seu principal hàbitat, les muntanyes dels Carpats, són una destinació ecoturística popular. La tala il·legal està molt estesa a la zona, a causa que no hi ha prou finançament per garantir l'aplicació de les lleis en vigor.